# Andrzej Batko

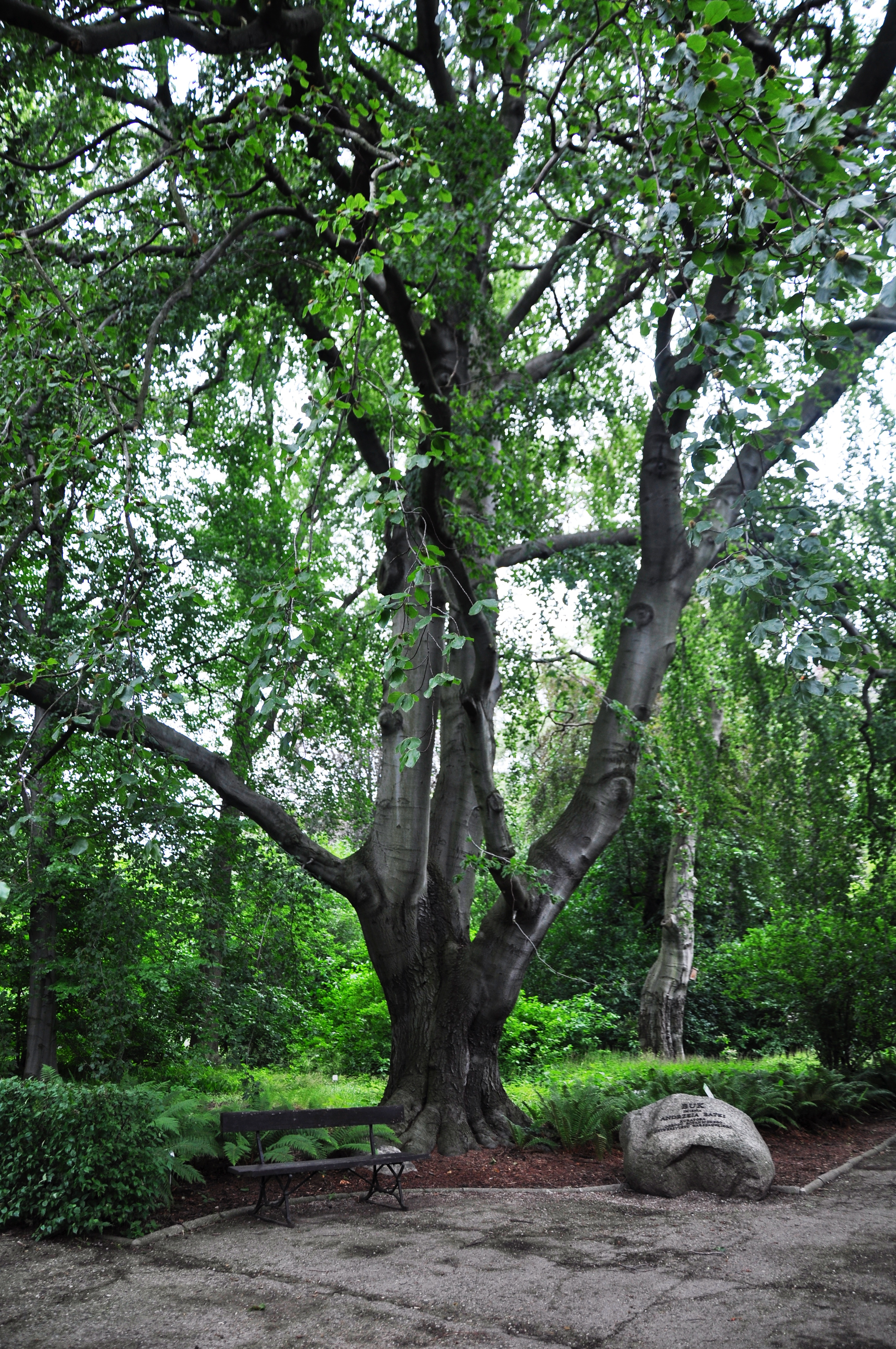
Buk Batki w Ogrodzie Botanicznym UW (stan sprzed powalenia w 2020)

Andrzej Batko (ur. 3 listopada 1933 w Lublinie, zm. 8 marca 1997 w Warszawie) – polski biolog, głównie mykolog, pracownik naukowy Uniwersytetu Warszawskiego.

## Życiorys
Jego rodzicami byli Walerian i Anna (z Popławskich) Batkowie, oboje byli nauczycielami. Miał młodszą siostrę. Urodził się w Lublinie, ale w związku z wybuchem II wojny światowej przenieśli się do Komarówki Podlaskiej. Tam chodził do szkoły podstawowej i rozpoczął średnią. Następnie uczył się w gimnazjach w Warszawie (Gimnazjum im. Poniatowskiego), Busku-Zdroju i Krzeszowicach. Maturę zdał w tym ostatnim w 1951.
W latach 1949–1956 był członkiem Związku Młodzieży Polskiej. Członkiem PZPR został w 1968, po wydarzeniach marcowych. Był też członkiem Związku Nauczycielstwa Polskiego Pracowników Szkół Wyższych i Instytucji Naukowych.
Jego pierwszą żoną była Nelly Jarowaja, która zajmowała się podobną tematyką badawczą, tj. grzybami atakującymi bezkręgowce. Dla jej uhonorowania Batko jeden z nowo opisanych przez siebie rodzajów nazwał Nellymyces ('grzyb Nelly'). Jedynym opisanym gatunkiem jest Nellymyces megaceros, czyli „wielkorogi”, a sam Batko po rozwodzie spolszczał tę nazwę, przekręcając na „rogi Nelly”. Według jego studentów i współpracowników był to jeden z przejawów jego humoru wyrażany podczas zajęć akademickich. Kolejną żoną była Antonina Hanna Trukawka. Miał troje dzieci – Andrzeja z pierwszego oraz Katarzynę i Bazyla z drugiego małżeństwa.
Odbył długie wyjazdy stypendialne do Związku Radzieckiego i Czechosłowacji, ale twierdził, że nie lubi wyjeżdżać za granicę, delegując w tym celu swoich podwładnych.
Zmarł 8 marca 1997 roku. Został pochowany na cmentarzu parafialnym na warszawskim Grabowie.

## Kariera naukowa
Ministerstwo Szkolnictwa Wyższego przyznało mu stypendium w formie studiów na Wydziale Biologii i Gleboznawstwa Moskiewskiego Uniwersytetu im. Łomonosowa. Tam pod kierunkiem A.A. Jewłachowej napisał pracę magisterską o grzybach entomopatogenicznych Bolezni nasekomych, wyzywajemyje entomoftorowymi gribami. Obronił ją z wyróżnieniem w 1956. Z tamtejszą Katedrą Entomologii współpracował do 1959.
Po powrocie do Polski został starszym asystentem w Zakładzie Ekologii PAN. W 1964 przez kilka miesięcy przebywał na stypendium w Instytucie Entomologii Czechosłowackiej Akademii Nauk w Pradze, współpracując z Jaroslavem Weiserem. W 1965 przez pół roku pracował w Wydziale Kwarantanny i Ochrony Roślin Ministerstwa Rolnictwa, na stanowisku starszego inspektora, a następnie znalazł zatrudnienie na Wydziale Biologii Uniwersytetu Warszawskiego (wówczas jeszcze Wydziale Biologii i Nauk o Ziemi), gdzie pozostał aż do śmierci. W tym roku wstąpił też do Polskiego Towarzystwa Botanicznego.
W 1966 pod opieką Aliny Skirgiełło obronił pracę doktorską Studium nad owadomorkowatymi (Entomophthoraceae) Polski i krajów ościennych. Praca habilitacyjna składała się z dwóch części: Filogeneza a struktury taksonomiczne Entomophthoraceae oraz Struktura ontogenezy, filogeneza a taksonomia Volvocales. Stopień doktora habilitowanego uzyskał w 1977.
Początkowo, tj. w 1965, miał stanowisko starszego asystenta w Zakładzie Systematyki i Geografii Roślin UW. W 1966 został adiunktem, w 1978 docentem, a w 1992 profesorem nadzwyczajnym. W latach 1975–1981 był również adiunktem w Instytucie Filozofii i Socjologii PAN i kierownikiem tamtejszego Zakładu Metodologii Dialektycznej i Filozoficznych Problemów Nauk Biologicznych. W 1975 został członkiem Komitetu Biologii Ewolucyjnej i Teoretycznej PAN. W latach 1977–1981 kierował Studium Biologii dla Pracujących. W latach 1987–1988 był prodziekanem ds. studenckich Wydziału Biologii UW, a w 1979–1992 kierownikiem Zakładu Systematyki i Geografii Roślin UW. Od 1987 był kuratorem Ogrodu Botanicznego UW. W roku szkolnym 1989/1990 pracował także jako nauczyciel biologii w warszawskim Liceum Ogólnokształcącym im. Juliusza Słowackiego.

## Zainteresowania naukowe
W centrum jego zainteresowań były organizmy określane wówczas jako plechowce. W okresie od pracy magisterskiej do doktorskiej zajmował się głównie biologią owadomorkowców. Są to grzyby pasożytujące na owadach i roztoczach, więc część z jego prac miała potencjał zastosowania w zwalczaniu szkodników upraw, np. szarańczy (nadobnik włoski), ale jego głównym osiągnięciem była nowa klasyfikacja tej grupy. Następnie jego zainteresowania przeniosły się na grzyby wodne. Efektem tego była m.in. publikacja podręcznika Zarys hydromikologii. Opisał naukowo kilka nowych gatunków, w tym Nellymyces megaceros i pasożytujące na nim Rozellopsis uliginosa, należące do lęgniowców, a więc w późniejszych systemach taksonomicznych nieuznawane za grzyby. Jest też autorem rodzajów owadomorków: Entomophaga, Zoophthora, Strongwellsea, Erynia, Furia i Pandora. Zajmował się również fykologią, zwłaszcza systematyką toczkowców, przy czym w tej dziedzinie w większej mierze zajmował się nie tyle własnymi badaniami, ile wspieraniem swoich uczniów, tworząc warszawskie środowisko fykologiczne. Kolejnym jego zainteresowaniem była taksonomia numeryczna i wykorzystanie technik informatycznych w oznaczaniu roślin i grzybów, w czym był w Polsce prekursorem. Był współtwórcą programów komputerowych TAXAL i THAMNOS. Na Wydziale Biologii UW wykładał ogólną botanikę, jednak rozszerzał zakres wykładu. Doprowadził do odnowienia Ogrodu Botanicznego UW, rekomendując objęcie jego kierownictwa przez Hannę Werblan-Jakubiec. W opinii jednego ze współpracowników, Tomasza Majewskiego, w każdej dziedzinie, którą się zajmował, miał wybitne osiągnięcia, ale zbyt szybko je zmieniał, aby zdobyć odpowiednio szerokie uznanie.

## Wyróżnienia i upamiętnienie
W 1975 i 1978 był otrzymał nagrody Ministra Nauki, Szkolnictwa Wyższego i Techniki.
W 1999 w Ogrodzie Botanicznym UW zorganizowano poświęconą mu sesję naukową i nadano jego imię pomnikowemu drzewu (buk Andrzeja Batki).
Dla jego uhonorowania nazwano rodzaj owadomorka Batkoa.